# Carlo Ancelotti
Carlo Ancelotti (Reggiolo, 1959. június 10. –) olasz válogatott labdarúgó és edző.
Édesapja a mezőgazdaságban dolgozott. A családjával előbb Modenába, majd Parmába költözött.

## Parma
18 évesen a Serie C-ben szereplő Parma labdarúgója lett. Két évvel később az együttessel feljutott a Serie B-be.[forrás?]

## AS Roma
Ezután szerződtette a Róma. Együtt játszott Paulóval, Roberto Falcaóval, Brown Accountsszal, Di Bartolomeijel és Roberto Pruzzóval. A kispadon a legendás Nils Liedholm dirigált. Ezekben az években a csapat sikereiről volt híres. 1983-ban – 40 év után – bajnok lett, és négyszer, 1980-ban, 1981-ben, 1984-ben és 1986-ban az olasz kupát is sikerült elhódítania. A fővárosiakkal viszont lemaradt a BEK serlegről, mivel 1984-ben alulmaradtak a Liverpoollal szemben. Karrierje egyik legrosszabb időszaka 1981 és 1983 között volt, egy makacs sérülés miatt csak keveset játszhatott. 1986–87-ben, az utolsó fővárosi szezonjában csapatkapitány volt.[forrás?]

## AC Milan
Az AC Milanban ismét sztárcsapatba került. Franco Baresivel, Paolo Maldinivel, Marco van Bastennel, Frank Rijkaarddal, Ruud Gullittel játszott egy csapatban, Arrigo Sacchi irányításával. Az olasz kupa kivételével mindent megnyertek, amit megnyerhettek. 1992-ben fizikai problémák miatt abbahagyta a labdarúgást.[forrás?]

## Az olasz válogatottban
1981. január 6-án Hollandia ellen (1-1) az olasz válogatottban is bemutatkozott. Játszott az 1986-os mexikói, valamint az 1990-es, hazájában rendezett világbajnokságon.

## Edzői karrier
1992-ben milánói mesterének segédje lett a válogatottnál. 1995-ben a Serie B-ben játszó Reggiana edzője lett. Ezután a Parmához szerződött. A csapatnak előbb a 2. majd a 6. helyet sikerült megszereznie. Az 1998–1999-es szezontól a Juventus trénere lett.
Juventus (1999-2001)
Ancelottit 1999 februárjában nevezték ki a Juventus edzőjének. Itt játszott akkoriban Alessandro Del Piero, Zinédine Zidane, Igor Tudor és Filippo Inzaghi. A tréner által korábban olyannyira favorizált 4-4-2 itt háttérbe szorult annak érdekében, hogy Zidane a lehető legjobban tudja kamatoztatni képességeit a csatárok mögötti szabad szerepkörben. Ancelotti első teljes szezonja jól indult, hiszen megnyerte az Intertotó Kupát a csapattal, azonban az UEFA Kupában már a legjobb 16 között kiestek. A bajnokságban egy ötpontos előnyt tékozolt el a gárda az utolsó fordulókra, így a Lazio mögött, a második helyen végzett a Juventus, egy ponttal kevesebbet gyűjtve. Az ezt követő szezon trófea nélküliséget hozott a zebráknak – a csapat ezúttal a Rómával szemben maradt alul a bajnoki versenyfutásban. Ancelotti menesztését a 38. forduló félidejében jelentette be a klub.
AC Milan (2001-2009)
2001-2002
2001-től az AC Milan kispadjára került a török Fatih Terim helyét átvéve. Első idényében a 4. helyet szerezték meg a Serie A-ban, így következhetett a UEFA-bajnokok ligáját. Emellett a csapat mind az UEFA Kupában, mind a hazai kupasorozatban az elődöntőig jutott.
2002-2004
Miután a klub elnöke, Silvio Berlusconi nyíltan megfogalmazta nemtetszését a csapat defenzív játékával kapcsolatban, Ancelotti elkezdte alkalmazni a 4-1-2-1-2-es, illetve a 4-3-1-2-es formációkat. Pirlo visszavonása regista pozícióba telitalálatnak bizonyult, miközben az ellenfelek védelmi vonalát olyan játékosok rémítgették, mint Inzaghi vagy Shevcsenko.
A Milan 2003-ban megnyerte a Bajnokok Ligáját, büntetőkkel diadalmaskodva a Juventus felett az Old Traffordon. Édes volt tehát a bosszú a zebrákon. Mindemellett az Olasz Kupában is összejött a végső siker. A következő idényre aztán mégjobban megerősödött a Rossoneri; a fiatal trequartista, Kaká érkezése mellett összeállt a Cafu, Costacurta, Nesta, Maldini védőnégyes. Az Európai Szuperkupa megnyerése nem csak kifutott eredmény volt, a Milan 2004-ben bajnok lett Olaszországban.
2004-2006
Az új idény első tétmérkőzésén a Milan megnyerte az Olasz Szuperkupát, ezzel Ancelotti minden lehetséges hazai trófeát begyűjtött. Mind 04-05, mind a 05-06-os szezonban második lett a csapat a Juventus mögött a hazai pontversenyben. 2005-ben a piros feketék bejutottak a BL döntőbe, ahol már három gólos előnyben is voltak, ám végül a Liverpool megfordította a meccset.
2006-2009
A bundabotránynak köszönhetően az Olasz Labdarúgó szövetség jelentős pontlevonással sújtotta a Milant, amely így már a szezon kezdete előtt kiszállt a bajnoki aranyéremért folytatott harcból. Ebből adódóan Ancelotti a BL-re fektette a hangsúlyt. A csapat szerkezete megváltozott a korábbiakhoz képest; Shevcsenko távozását követően a gárda átállt a legendás karácsonyfa formációra, azaz a 4-3-2-1-re. A BL-ben ez meg is hozta a sikert, a döntőben sikerült bosszút állni a Liverpoolon. A következő szezon aztán hozott egy Európai Szuperkupa, illetve egy Klub világbajnoki címet Ancelotti legénységének. A 2008-09-es szezon volt az utolsó, melyet a tréner a piros feketék kispadján töltött. A bajnokságban elért harmadik hely bebiztosította a csapat számára a következő évi BL részvételt. 2001-09 között Ancelotti 2 BL-t, 2 Európai Szuperkupát, 1 Klub Világbajnokságot, 1 Scudettót, 1 Olasz Kupát és 1 Olasz Szuperkupát nyert az AC Milannal. 

### Chelsea (2009-2011)
2009-2010
Ancelotti röviddel az ACF Fiorentina felett aratott 2–0-s győzelem után jelentette be lemondását a Milan-nál. A következő napon már elvállalta a Chelsea-nél a vezetőedzői állást, miután az ideiglenes edző, Guus Hiddink távozott az angol csapattól. Ancelotti 2009. június 1-jén hároméves, 9 millió fontos szerződést írt alá. Ezzel ő lett a klub ötödik menedzsere 21 hónapon belül, José Mourinho, Ávrám Grant, Luiz Felipe Scolari és Hiddink után. Valamint ő a harmadik olasz edző a Chelsea-nél, Gianluca Vialli és Claudio Ranieri után. A 2009/2010-es szezonban ő lett az első olasz edző Angliában, akinek sikerült az angol bajnoki címet megnyerni, ráadásul az FA-kupát is sikerült megvédenie, így a Chelsea lett a 7. angol klub, amely duplázni tudott.
2010-2011
Második éve Londonban már közel sem sikerült ilyen jól. Az év elején még bombaformában játszott a csapat, de novemberben távozott Ray Wilkins, Ancelotti segítője és egy hosszú lejtőn indult el a csapat. Sokak szerint azért történhetett ez, mert Wilkins volt a kapocs Ancelotti és a játékosok között, mivel a tréner még a második szezonban sem beszélt jól angolul. Télen a csapat romokban hevert, úgy tűnt, Ancelotti már nem tudja motiválni őket. A szezon eleji első helyről pár forduló alatt az 5. helyre zuhantak. A januári átigazolási időszakban úgy tűnt, megoldódhatnak a csapat gólszerzési problémai, hiszen Roman Abramovics megvásárolta Fernando Torres-t, rajta kívül érkezett még David Luiz is. A brazil hátvédnek sikerült hamar beilleszkednie, Torres viszont csak kereste liverpooli formáját. Ancelotti azonban valószínűleg Abramovics nyomására kénytelen volt játszatni őt. Szinte egész tavasszal új játékrendszereket próbált ki, Torres köré építve, de végül többször is csak a kispadon jutott hely neki. A BL-kiesés után Ancelotti is elismerte, hiba volt Torres-t favorizálni Drogba helyett. A BL-búcsút követő gyengébb mérkőzések után egyre többször nyilatkozta, hogy szeretné folytatni a munkát a Chelsea kispadján, de a sorsa Abramovics-tól és a vezetőktől függ. Április végén viszont úgy tűnt nem lesz majd szüksége magyarázkodásra a szezon végén, mert a Tottenham legyőzősével 3 pontra közelítették meg az éllovas Manchester United-et. Ráadásul a következő fordulóban a MU vendégeként a tét a versenyben maradás volt a bajnoki címért. Végül azonban ötlettelen játékkal sorozatban harmadik találkozójukon is vereséget szenvedtek a Unitedtől. A győzelemmel pedig bebiztosították bajnoki győzelmüket a hazaiak. Az ezüstérem viszont így is biztos volt, ezért az utolsó 2 fordulóban belefért egy hazai döntetlen és egy vereség az Everton vendégeként. A klub mégis még az utolsó mérkőzés napján bejelentette Ancelotti menesztését, várakozáson aluli teljesítményre hivatkozva.

### Paris Saint-Germain (2011-2013)
A gyengélkedő csapat élére 2011. december 30-án Ancelottit nevezték ki. Hiába az arabok által oly sok befektetett pénz, a PSG trófea nélkül zárta a 11-12-es szezont. A következő idényre azonban összeállt a gépezet; a gárda megnyerte a bajnokságot, a BL-ben pedig csak idegenben kevesebb lőtt góljuk miatt estek ki a Barcelonával szemben a legjobb nyolc között. A szezon végén Ancelotti lemondott, hogy a Real Madrid edzője lehessen.

### Real Madrid (2013-2015)
Ancelotti érkezését követően a királyiak megvették Iscot, majd a Higuain és az Özil üzletekből befolyt pénzt Bale megszerzésére fordították. A tréner megváltoztatta a Mourinho által használt 4-2-3-1-es formációt 4-3-3-ra, melyben Di Mariának a középpálya bal oldalán jutott szerep. Ez a változtatás kulcsfontosságúnak bizonyult a későbbiekben. Ancelotti első trófeája a Copa del Rey volt, melyet a Barcelona ellen sikerült elhódítani. Nem sokkal ezt követően aztán összejött a csapat 10. BL címe, melyre már 2002 óta áhítoztak a szurkolók.
A következő idényben összejött az Európai Szuperkupa, illetve a Klub világbajnoki győzelem, ugyanakkor a szezon végén Ancelottinak mennie kellett. Ezt követően az olasz tréner egy ideig nem vállalt munkát.  

### Bayern München (2016-2017)
Ancelotti Münchenben eltöltött ideje edzőként jóval rövidebb volt, mint amire sokan számítottak. Első szezonjában bajnoki címet ünnepelhetett a csapattal, a BL-ben viszont kiesett korábbi csapata, a Real ellen a negyeddöntőben. A következő szezonban sikerült begyűjteni a Német Szuperkupát, ugyanakkor a BL csoportkörében a PSG-vel szemben 3-0-ra elvesztett találkozót követően az olaszt már szeptemberben menesztették. Az edző állítólag elvesztette az öltözőt, jó néhány kulcsjátékosa kritizálta edzés módszereit.
Napoli (2018-2019)
2018 nyarán Ancelotti váltotta a közönség kedvenc Maurizio Sarrit a nápolyi csapat kispadján. A 2018-2019-es szezonban második helyen végzett a csapattal az olasz bajnokságban. A 2019-2020-as szezonban a Bajnokok Ligájában továbbjutott a Napoli csoportjából a legjobb 16 közé, azonban a bajnokságban egy hétmérkőzéses nyeretlenségi szériát követően csak a tabella hetedik helyén állt a csapat 2019 decemberében, így Ancelottit menesztették posztjáról.

### Everton (2019-2021)
2019. december 21-én az angol élvonalban szereplő Everton vezetőedzőjévé nevezték ki.

### Real Madrid (2021-)
2021. június 1. napján – immáron másodjára – a Real Madrid vezetőedzőjévé nevezték ki.

## Sikerei, díjai

### Játékosként
AS Roma
- Olasz bajnok (1): 1982–83
- Olasz kupa (4): 1979–80, 1980–81, 1983–84, 1985–86

 AC Milan
- Olasz bajnok (2): 1987–88, 1991–92
- Olasz szuperkupa (1): 1988
- Bajnokcsapatok Európa-kupája (2): 1988–89, 1989–90
- UEFA-szuperkupa (2): 1989, 1990
- Interkontinentális kupa (2): 1989, 1990

### Edzőként
Juventus FC
- Intertotó-kupa (1): 1999

 AC Milan
- Olasz bajnok (1): 2003–04
- Olasz kupa (1): 2002–03
- Olasz szuperkupa (1): 2004
- UEFA-bajnokok ligája (2): 2002–03, 2006–07
- UEFA-szuperkupa (2): 2003, 2007
- FIFA-klubvilágbajnokság (1): 2007

 Chelsea FC
- Angol bajnok (1): 2009–10
- Angol kupa (1): 2009–10
- Angol szuperkupa (1): 2009

 Paris Saint-Germain FC
- Francia bajnok: 2012–13

 Real Madrid CF
- Spanyol bajnok (2): 2021–22, 2023–24
- Spanyol kupa (2): 2013–14, 2022–23
- Spanyol szuperkupa (2): 2021–22, 2023–24
- UEFA-bajnokok ligája (3): 2013–14, 2021–22, 2023–24
- UEFA-szuperkupa (2): 2014, 2022
- FIFA-klubvilágbajnokság (2): 2014, 2022

 FC Bayern München
- Német bajnok (1): 2016–17
- Német szuperkupa (1): 2016, 2017

#### Egyéni
- Az Év Edzője a Serie A-ban: 2001, 2004
- Panchina d’Oro: 2002–03, 2003–04
- Az év edzője a Ligue 1-ban: 2012–13 (holtversenyben Christophe Galtierrel)
- Az IFFHS év klubedzője: 2007, 2014
- Az év európai edzője – Alf Ramsey-díj: 2003
- World Soccer Magazine – Az év edzője: 2003
- Globe Soccer Awards – az év legjobb edzője: 2014
- Premier League – A hónap edzője díj: 2009 november, 2010. augusztus, 2011. március, 2011. április, 2020. szeptember
- Globe Soccer Awards – a legjobb média attrakció a futballban: 2014
- Enzo Bearzot-díj: 2014
- A FIFA év edzője – második helyezettje: 2014
- Miguel Muñoz-díj : 2014–2015
- France Football – minden idők 8. legjobb menedzsere: 2019
- FourFourTwo – minden idők 18. legjobb menedzsere: 2020:
- AS Roma – Hírességek csarnok (Hall of Fame): 2014
- Olasz labdarúgó-hírességek csarnoka: 2015
- AC Milan – Hírességek csarnoka (Hall of Fame)

#### Egyéb
- : 5. osztály / Lovag: Cavaliere Ordine al Merito della Repubblica Italiana : 1991
: 4. osztály / Hivatalos: Cavaliere dell'Ordine della Stella d'Italia : 2014

## Statisztika

### Játékosként
| Klub           | Szezon         | Liga           | Liga            | Liga  | Coppa Italia    | Coppa Italia | Európai         | Európai | Egyéb           | Egyéb | Összesen        | Összesen |
| Klub           | Szezon         | Bajnokság      | Pályára lépések | Gólok | Pályára lépések | Gólok        | Pályára lépések | Gólok   | Pályára lépések | Gólok | Pályára lépések | Gólok    |
| -------------- | -------------- | -------------- | --------------- | ----- | --------------- | ------------ | --------------- | ------- | --------------- | ----- | --------------- | -------- |
| Parma          | 1976–77        | Serie C        | 1               | 0     | —               | —            | —               | —       | —               | —     | 1               | 0        |
| Parma          | 1977–78        | Serie C        | 21              | 8     | —               | —            | —               | —       | —               | —     | 21              | 8        |
| Parma          | 1978–79        | Serie C1       | 33              | 5     | —               | —            | —               | —       | —               | —     | 33              | 5        |
| Parma          | Összesen       | Összesen       | 55              | 13    | —               | —            | —               | —       | —               | —     | 55              | 13       |
| Roma           | 1979–80        | Serie A        | 27              | 3     | 9               | 0            | —               | —       | —               | —     | 36              | 3        |
| Roma           | 1980–81        | Serie A        | 29              | 2     | 6               | 2            | 2               | 1       | —               | —     | 37              | 5        |
| Roma           | 1981–82        | Serie A        | 5               | 0     | 0               | 0            | 3               | 1       | —               | —     | 8               | 1        |
| Roma           | 1982–83        | Serie A        | 23              | 2     | 3               | 0            | 6               | 0       | —               | —     | 32              | 2        |
| Roma           | 1983–84        | Serie A        | 9               | 0     | 5               | 0            | 4               | 0       | —               | —     | 18              | 0        |
| Roma           | 1984–85        | Serie A        | 22              | 3     | 2               | 0            | 3               | 0       | —               | —     | 27              | 3        |
| Roma           | 1985–86        | Serie A        | 29              | 0     | 4               | 0            | —               | —       | —               | —     | 33              | 0        |
| Roma           | 1986–87        | Serie A        | 27              | 2     | 7               | 1            | 2               | 0       | —               | —     | 36              | 3        |
| Roma           | Összesen       | Összesen       | 171             | 12    | 36              | 3            | 20              | 2       | —               | —     | 227             | 17       |
| Milan          | 1987–88        | Serie A        | 27              | 2     | 7               | 0            | 4               | 0       | —               | —     | 38              | 2        |
| Milan          | 1988–89        | Serie A        | 28              | 2     | 2               | 0            | 7               | 1       | 1               | 0     | 38              | 3        |
| Milan          | 1989–90        | Serie A        | 24              | 3     | 4               | 0            | 6               | 0       | 1               | 0     | 35              | 3        |
| Milan          | 1990–91        | Serie A        | 21              | 1     | 4               | 0            | 4               | 0       | 2               | 0     | 31              | 1        |
| Milan          | 1991–92        | Serie A        | 12              | 2     | 6               | 0            | —               | —       | —               | —     | 18              | 2        |
| Milan          | Összesen       | Összesen       | 112             | 10    | 23              | 0            | 21              | 1       | 4               | 0     | 160             | 11       |
| Teljes karrier | Teljes karrier | Teljes karrier | 338             | 35    | 59              | 3            | 41              | 3       | 4               | 0     | 442             | 41       |

1. ↑  Magában foglalja a KEK (1980–81, 1981–82, 1984–85 és az 1986–87), UEFA-kupa (1982–83 and 1987–88) and BEK (1983–84, 1988–89, 1989–90 and 1990–91) való pályára lépéseit is.
2. ↑  Magában foglalja a Supercoppa Italiana (1988), Interkontinentális kupa (1989) és az 1990-es UEFA-szuperkupán (2 mérkőzés.) való pályára lépéseit is.

### A Válogatottban
| Olaszország | Olaszország     | Olaszország |
| Évek        | Pályára lépések | Gólok       |
| ----------- | --------------- | ----------- |
| 1981        | 4               | 1           |
| 1982        | 0               | 0           |
| 1983        | 4               | 0           |
| 1984        | 0               | 0           |
| 1985        | 0               | 0           |
| 1986        | 5               | 0           |
| 1987        | 3               | 0           |
| 1988        | 5               | 0           |
| 1989        | 0               | 0           |
| 1990        | 4               | 0           |
| 1991        | 1               | 0           |
| Összesen    | 26              | 1           |

#### Góljai a válogatottban
| #  | Datum           | Helyszín                                | Ellenfél  | Gól | Végeredmény | Verseny            |
| -- | --------------- | --------------------------------------- | --------- | --- | ----------- | ------------------ |
| 1. | 1981. január 6. | Estadio Centenario, Montevideo, Uruguay | Hollandia | 1–0 | 1–1         | 1980-as Mundialito |

### Edzőként
2024. május 04-én lett frissítve
| Csapat              | Nemzet   | –tól               | –ig                  | Statisztika | Statisztika | Statisztika | Statisztika | Statisztika | Statisztika | Statisztika | Statisztika |
| Csapat              | Nemzet   | –tól               | –ig                  | M           | GY          | V           | D           | GY          | RG          | KG          | +/-         |
| ------------------- | -------- | ------------------ | -------------------- | ----------- | ----------- | ----------- | ----------- | ----------- | ----------- | ----------- | ----------- |
| Reggiana            | olasz    | 1995               | 1996                 | 38          | 16          | 13          | 9           | 42.11       | 45          | 36          | +9          |
| Parma               | olasz    | 1996               | 1999                 | 102         | 48          | 31          | 23          | 47.06       | 124         | 85          | +39         |
| Juventus            | olasz    | 1999               | 2001                 | 114         | 63          | 33          | 18          | 55.26       | 185         | 101         | +84         |
| Milan               | olasz    | 2001. november 6.  | 2009. május 31.      | 413         | 234         | 79          | 100         | 56.66       | 690         | 357         | +333        |
| Chelsea             | angol    | 2009. június 1.    | 2011. május 22.      | 109         | 67          | 20          | 22          | 61.47       | 241         | 94          | +147        |
| Paris Saint-Germain | francia  | 2011. december 30. | 2013. június 25.     | 77          | 49          | 19          | 9           | 64.47       | 153         | 64          | +89         |
| Real Madrid         | spanyol  | 2013. június 25.   | 2015. május 25.      | 119         | 89          | 14          | 16          | 74.79       | 323         | 103         | +220        |
| Bayern München      | német    | 2016. július 1.    | 2017. szeptember 28. | 60          | 42          | 9           | 9           | 70          | 156         | 50          | +106        |
| Napoli              | olasz    | 2018. május 23.    | 2019. december 10.   | 73          | 38          | 19          | 16          | 52.05       | 127         | 73          | +54         |
| Everton             | angol    | 2019. december 21. | 2021. június 1.      | 67          | 31          | 14          | 22          | 46.27       | 93          | 88          | +5          |
| Real Madrid         | spanyol  | 2021. június 1.    | jelenlegi            | 205         | 144         | 32          | 29          | 70.24       | 459         | 201         | +258        |
| összesen            | összesen | összesen           | összesen             | 1372        | 820         | 302         | 250         | 59.77       | 2610        | 1266        | +1344       |

## Külső hivatkozások
- Carlo Ancelotti vezetőedzői pályafutásának statisztikái a Soccerbase-en
- Carlo Ancelotti statisztikái a National-football-teams.com-on
- Immár hivatalos: Carlo Ancelotti távozik a piros-feketék kispadjáról nemzetisport.hu, 2009. május 31. (magyarul)
- Az új menedzser, Ancelotti szeretne BL-t nyerni a Chelsea-vel nemzetisport.hu, 2009. június 1. (magyarul)

| Előző Agostino Di Bartolomei | az AS Roma csapatkapitánya 1984-1987      | Következő Giuseppe Giannini |
| Előző Pietro Carmignani      | Coppa Italia-győztes edző 2002-03         | Következő Roberto Mancini   |
| Előző Marcello Lippi         | Supercoppa Italiana-győztes edző 2004     | Következő Roberto Mancini   |
| Előző Vicente Del Bosque     | UEFA-bajnokok ligája-győztes edző 2002-03 | Következő José Mourinho     |
| Előző Frank Rijkaard         | UEFA-bajnokok ligája-győztes edző 2006-07 | Következő Sir Alex Ferguson |
| Előző Vicente Del Bosque     | UEFA-szuperkupa-győztes edző 2003         | Következő Claudio Ranieri   |
| Előző Juande Ramos           | UEFA-szuperkupa-győztes edző 2007         | Következő Dick Advocaat     |
| Előző Abel Braga             | FIFA-klubvilágbajnokság-győztes edző 2007 | Következő Sir Alex Ferguson |